# Szolcsva község
Szolcsva község (románul: Comuna Sălciua) község Fehér megyében, Romániában. Központja Alsószolcsva, beosztott falvai Búvópatak, Dumești, Felsőszolcsva, Hegyik, Malompataka.

## Népessége
A 2011-es népszámlálás adatai alapján a község népessége 1428 fő volt.